# Warsama Hassan
Warsama Hassan Houssein (Gibuti, 17 marzo 1999) è un calciatore gibutiano con cittadinanza belga, centrocampista dell'Arta/Solar7 e della nazionale gibutiana.

## Carriera

### Club
Cresciuto nel settore giovanile del Seraing, ha esordito in prima squadra il 12 gennaio 2019 disputando l'incontro di terza divisione belga vinto 1-0 contro il Dessel Sport.

### Nazionale
Ha giocato nella nazionale belga Under-15.
Pur possedendo la doppia cittadinanza (quella gibutiana e quella belga), opta successivamente per la selezione africana, con la quale debutta il 4 settembre 2019 in Gibuti-Swaziland (2-1), incontro valido per le qualificazioni al campionato mondiale di calcio 2022.

## Statistiche

### Presenze e reti nei club
Statistiche aggiornate al 10 agosto 2021.
| Stagione        | Squadra          | Campionato      | Campionato | Campionato | Coppe nazionali | Coppe nazionali | Coppe nazionali | Coppe continentali | Coppe continentali | Coppe continentali | Altre coppe | Altre coppe | Altre coppe | Totale | Totale |
| Stagione        | Squadra          | Comp            | Pres       | Reti       | Comp            | Pres            | Reti            | Comp               | Pres               | Reti               | Comp        | Pres        | Reti        | Pres   | Reti   |
| --------------- | ---------------- | --------------- | ---------- | ---------- | --------------- | --------------- | --------------- | ------------------ | ------------------ | ------------------ | ----------- | ----------- | ----------- | ------ | ------ |
| 2018-2019       | Seraing          | 1N              | 4          | 0          |                 | -               | -               |                    | -                  | -                  |             | -           | -           | 4      | 0      |
| 2019-2020       | Seraing          | 1N              | 3          | 0          |                 | -               | -               |                    | -                  | -                  |             | -           | -           | 3      | 0      |
| Totale Seraing  | Totale Seraing   | Totale Seraing  | 7          | 0          |                 | -               | -               |                    | -                  | -                  |             | -           | -           | 7      | 0      |
| 2020-2021       | Sereď            | SL              | 0          | 0          |                 | -               | -               |                    | -                  | -                  |             | -           | -           | 0      | 0      |
| 2021-2022       | Sliema Wanderers | PL              | 0          | 0          |                 | -               | -               |                    | -                  | -                  |             | -           | -           | 0      | 0      |
| Totale carriera | Totale carriera  | Totale carriera | 7          | 0          |                 | -               | -               |                    | -                  | -                  |             | -           | -           | 7      | 0      |

### Cronologia presenze e reti in nazionale
| Cronologia completa delle presenze e delle reti in nazionale ― Gibuti | Cronologia completa delle presenze e delle reti in nazionale ― Gibuti | Cronologia completa delle presenze e delle reti in nazionale ― Gibuti | Cronologia completa delle presenze e delle reti in nazionale ― Gibuti | Cronologia completa delle presenze e delle reti in nazionale ― Gibuti | Cronologia completa delle presenze e delle reti in nazionale ― Gibuti | Cronologia completa delle presenze e delle reti in nazionale ― Gibuti | Cronologia completa delle presenze e delle reti in nazionale ― Gibuti |
| Data                                                                  | Città                                                                 | In casa                                                               | Risultato                                                             | Ospiti                                                                | Competizione                                                          | Reti                                                                  | Note                                                                  |
| --------------------------------------------------------------------- | --------------------------------------------------------------------- | --------------------------------------------------------------------- | --------------------------------------------------------------------- | --------------------------------------------------------------------- | --------------------------------------------------------------------- | --------------------------------------------------------------------- | --------------------------------------------------------------------- |
| 4-9-2019                                                              | Gibuti                                                                | Gibuti                                                                | 2 – 1                                                                 | eSwatini                                                              | Qual. Mondiali 2022                                                   | -                                                                     | 90’                                                                   |
| 10-9-2019                                                             | Manzini                                                               | eSwatini                                                              | 0 – 0                                                                 | Gibuti                                                                | Qual. Mondiali 2022                                                   | -                                                                     | 62’                                                                   |
| 9-10-2019                                                             | Gibuti                                                                | Gibuti                                                                | 1 – 1                                                                 | Gambia                                                                | Qual. Coppa d'Africa 2021                                             | -                                                                     |                                                                       |
| 13-10-2019                                                            | Bakau                                                                 | Gambia                                                                | 1 – 1 dts (3 - 2 dtr)                                                 | Gibuti                                                                | Qual. Coppa d'Africa 2021                                             | -                                                                     |                                                                       |
| 7-12-2019                                                             | Kampala                                                               | Gibuti                                                                | 0 – 0                                                                 | Somalia                                                               | Coppa CECAFA 2019 - 1º turno                                          | -                                                                     |                                                                       |
| 11-12-2019                                                            | Kampala                                                               | Burundi                                                               | 1 – 2                                                                 | Gibuti                                                                | Coppa CECAFA 2019 - 1º turno                                          | -                                                                     |                                                                       |
| 13-12-2019                                                            | Kampala                                                               | Eritrea                                                               | 3 – 0                                                                 | Gibuti                                                                | Coppa CECAFA 2019 - 1º turno                                          | -                                                                     | 57’                                                                   |
| 15-12-2019                                                            | Kampala                                                               | Uganda                                                                | 4 – 1                                                                 | Gibuti                                                                | Coppa CECAFA 2019 - 1º turno                                          | -                                                                     |                                                                       |
| Totale                                                                |                                                                       | Presenze                                                              | 8                                                                     |                                                                       | Reti                                                                  | 0                                                                     |                                                                       |